# 趙錫章

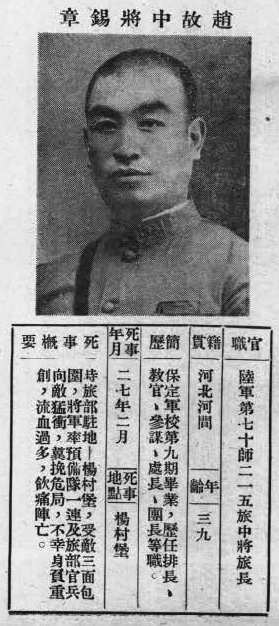
《抗戰軍人忠烈錄》（第一輯）中的趙錫章烈士遺像

趙錫章（1901年—1938年2月）。字榮三。河北省河間縣三十里舖人。他為抗日戰爭期間陣亡的中國軍方高級將領之一。

## 生平
國民革命軍第十九軍第七十師第二一五旅少將旅長，追晉陸軍中將。 1938年2月，在隰縣楊村堡壯烈成仁，其戰前已備好壽衣：「我之衣衾早已備妥，此即我葬身之所，今日有死無生。」